# 臺灣文藝聯盟佳里支部

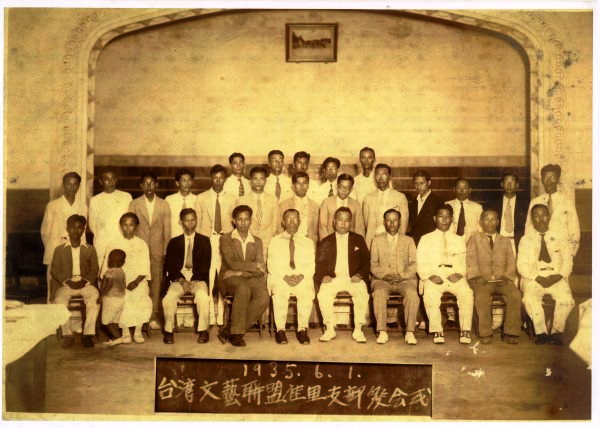
1935年台灣文藝聯盟佳里支部會式，坐者左起張深切、葉陶（兩人中間小孩為楊逵長子楊資崩）、○○○、石錫純、林茂生、王烏硈、○○○、毛昭癸、○○○、吳乃占。立者前排右起吳新榮、王登山、○○○、○○○、吳萱草、王詩琅、郭水潭、○○○、曾對、○○○、鄭國津、○○○、黃清澤。立者後排右起林精鏐（後改名林芳年）、徐清吉、○○○、郭維鐘、葉向榮。以上係香雨書院創辦人淨慧居士綜合楊建、羊子喬、吳南圖、郭昇平四人指認並參照吳新榮、郭水潭當年6月1日日記整理。打○○○者係四人均無法指認。日記上列名，但不在上述指認名單者尚有黃大賓、郭丙寅、黃平堅、陳桃琴等，郭維鐘則來自其孫女郭晏緹之指認。

臺灣文藝聯盟佳里支部是臺灣日治時期的文學組織，為臺灣文藝聯盟於1935年6月1日在臺南州北門郡佳里街所成立的支部:50，對鹽分地帶文學的形成有重要的影響。在該支部成立以前，鹽分地帶（相當於北門郡）的文學仍以傳統漢詩文為主:43，而該支部成立後，鹽分地帶的文學開始匯入臺灣新文學運動的主流:50。
文聯佳里支部的理念為文學大眾化，在其成立宣言中便表示該支部的成立除了是文聯的擴大強化，並要鮮明地表達地方觀點，顯現出左翼的思想:50。不過由於吳新榮基於現實考量採取折衷作法，文壇上的各種黨派在鹽分地帶均可被接納:51。然而隨著臺灣文藝聯盟的沒落瓦解，佳里支部也在1936年年底解散，但舊支部成員仍以「鹽分地帶同人」的身分繼續於文壇上活動:52。

## 沿革

### 背景

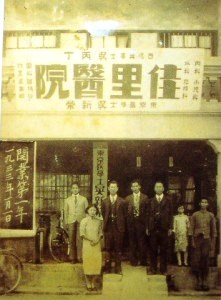
1933年吳新榮醫師等於佳里醫院前

日治時期北門郡一帶仍有傳統漢詩文社團活動，但是這些傳統作品追求唯美，對社會大眾的影響有限:44。而當時的新一代的地方文學青年受到新的教育與思想影響，對中國傳統文化生疏，又深受日本文學影響，僅以日文參加日人文學團體活動，故當時北門郡一帶的文學鮮有臺灣新文學的氣息:44。吳新榮自日本留學返臺後，企圖以社會運動對抗日本殖民統治，其構想便是組織地方知識青年交換社會知識的社交機關——「佳里青風會」，但在當時的環境下，只能透過非政治性的文化運動對抗日本殖民統治，使得「佳里青風會」多被視為文學團體而非社會運動團體:45。但是由於青風會逐漸失去作用，故僅運作兩個月後便解散，但是在這期間已經培育出一股青年派系，為日後「鹽分地帶文學」發展初期的成員:47。

### 成立
1934年5月6日，在張深切、賴明弘等人的努力下，臺灣文藝大會於臺中市召開並成立了臺灣文藝聯盟:120。而當時郭水潭與吳新榮等作家亦到場參加，但郭水潭覺得聯盟的成立並未經過與會者充分溝通和訴諸輿論。而郭水潭被選為文聯南部執行委員後，於1935年5月6日與吳新榮商量，於5月27日邀集北門郡文學界人士舉辦文學座談會，並視情況決定是否要進一步成立支部，而對此吳新榮也提出了初步構想，打算將會員分類成「已具文壇地位且每月有相當創作者」與「文藝同好或支持者」兩類。
而後在與臺灣文藝聯盟本部商量獲得同意後，佳里支部於1935年6月1日成立，當天下午於佳里公會堂舉辦成立儀式，除成員與地方人士之外，文聯本部有張深切、葉陶前來參加，但當時有不少受邀的地方鄉賢暗中批評這些人是受到政府監視的危險人物，且當天有一名巡察臨席，數名高等便衣刑事在外走動，深怕受到牽連而不敢出席。

### 發展
臺灣文藝聯盟佳里支部成立後，會員相繼在《臺灣新民報》、《臺灣新聞》、《臺南新聞》、《臺灣文藝》、《臺灣新文學》等報刊雜誌上發表作品，其類別橫跨評論、詩、散文與小說。而由於核心成員的吳新榮為人好客，臺灣各地的重要作家相繼造訪。
而在張深切等人的《臺灣文藝》與楊逵等人的《臺灣新文學》爭論中，佳里支部的鹽分地帶作家雖然顧全大局保持緘默，但是基本上傾向支持楊逵的主張，不過仍肯定文聯的功能。

### 解散
由於臺灣文藝聯盟後來逐漸衰微，佳里支部在1936年12月26日召開會議後決定解散，而原有成員則仍用「鹽分地帶同人」的名義於文壇上活動:193。

## 初期成員
| 職稱   | 成員名                                               |
| ------ | ---------------------------------------------------- |
| 代表員 | 郭水潭                                               |
| 統制員 | 吳新榮                                               |
| 庶務員 | 徐清吉                                               |
| 會計員 | 鄭國津                                               |
| 編輯員 | 王登山                                               |
| 一般   | 林精鏐、黃平堅、葉向榮、黃清澤、陳挑琴、曾對、郭維鐘 |